# لی یو-بین
لی یو-بین (کره‌ای: 이유빈؛ زادهٔ ۲۳ آوریل ۲۰۰۱) اسکیت‌باز سرعت اهل کره جنوبی است.
وی در مسابقات کشوری و بین‌المللی در مجموع برندهٔ ۲ مدال طلا شده‌است.